# Teleomorfa
Teleomorfa je pohlavní stadium životního cyklu hub. Jejím opakem je anamorfa, stadium zcela nepohlavní.
Pro teleomorfy i anamorfy se obecně používá stejného binomického názvu, stadia některých druhů ale nebyla určena jako patřící ke stejnému druhu a tak se poměrně často stává, že se anamorfa a teleomorfa jednoho druhu jmenují odlišně. Příkladem teleomorfy je Didymella ligulicola, způsobující antraknózu na chryzantémách a ostálkách a dalších hvězdnicovitých (Asteraceae); přidružená anamorfa se nazývá Ascochyta chrysanthemi.